# ألبرت هنري (أستاذ جامعي)
ألبرت هنري هو مؤرخ بلجيكي، ولد في 20 مارس 1910 في Gembloux ‏ في بلجيكا، وتوفي في 22 فبراير 2002 في نانسي في فرنسا.